# Leonard Zink
Leonard Zink (* 16. März 2006 in Bad Nauheim) ist ein deutscher Handballspieler.
Der 1,86 m große Linkshänder spielt seit der Saison 2023/24 in der Handball-Bundesliga für die TSV Hannover-Burgdorf, er steht im erweiterten Kader. Er wird überwiegend als rechter Rückraumspieler eingesetzt. Er läuft aktuell auch noch für die A-Jugend der TSV Hannover-Burgdorf in der JBLH auf.

## Karriere

### Verein
Zink machte schon als Elfjähriger bei der TSG Hatten-Sandkrug auf sich aufmerksam. Bei der THW Youngstar - Wahl 2018 erreichte er den 4. Platz. Er spielt seit der C-Jugend für die TSV Hannover-Burgdorf. In der Bundesligasaison 2023/24 stand er erstmals im Kader der Profis und durfte am 30. März 2024 bei der 31:28-Niederlage gegen die SG Flensburg-Handewitt mitspielen.

### Nationalmannschaft
Mit der Jugend-Nationalmannschaft gewann er zweimal die Goldmedaille beim EYOF 2022 und 2023. Zudem belegte er mit Deutschland den 5. Platz bei der U18-Europameisterschaft 2024.